# Micrulia
Micrulia là một chi bướm đêm thuộc họ Geometridae.

## Các loài
- Micrulia catocalaria (Snellen, 1881)
- Micrulia cinerea (Warren, 1896)
- Micrulia gyroducta (Fletcher, 1957)
- Micrulia medioplaga (Swinhoe, 1902)
- Micrulia rufula (Warren, 1899)
- Micrulia subzebrina Holloway, 1997
- Micrulia tenuilinea Warren, 1896